# Karl Sattler (SS-Mitglied)

Karl Sattler

Karl Sattler, auch Carl Sattler, (* 6. Oktober 1891 in Lippstadt; † 20. April 1958 ebenda) war ein deutscher Politiker (NSDAP) und SS-Obersturmbannführer. Er war von November 1933 bis 1936 Mitglied des Reichstages.

## Frühe Jahre
Sattler besuchte die Volksschule und das Realgymnasium in Lippstadt. Danach absolvierte er eine kaufmännische Lehre in Kassel, wo er auch die Höhere Handelsschule besuchte. Anschließend arbeitete er als kaufmännischer Angestellter in Hannover, später auch in Dortmund Hamm und schließlich wieder in seiner Heimatstadt. Ab dem 2. August 1914 war er als Kriegsfreiwilliger bei der 1. Matrosen-Artillerie-Abteilung, wurde aber kurze Zeit später zum II. Seebataillon (Wilhelmshaven) überwiesen. Ab dem 26. September 1914 war er beim 1. Matrosen-Regiment (Flandern) an der Front eingesetzt, bis er in der Mitte des Jahres 1915 bei einem Reserve-Offiziers-Aspirantenkurs der Kaiserlichen Marine in Munsterlager teilnahm. Nach dem Kurs war er als Vizefeldwebel zurück in der Truppe und wurde später Zugführer der 6. Kompanie des 1. Matrosen-Regiments. Am 13. Juli 1916 wurde er zum Leutnant d. R. ernannt und führte von Juli 1916 bis April 1917 einen Pionierzug im Matrosen-Regiment. Danach war er bis Dezember 1918 Kompanieführer der 1. Sturmkompanie des Marinekorps.

## Bis zum Reichstagsmandat
Ab 1919 arbeitete Sattler als selbstständiger Handelsvertreter und wurde später Inhaber einer Eisenwarenhandlung in Hannover. Von 1919 bis 1928 gehörte er dem Jungdeutschen Orden an. Im Dezember 1928 war Sattler Mitbegründer der NSDAP-Ortsgruppe in Lippstadt, der Partei (Mitgliedsnummer 241.993) trat er aber erst am 18. Dezember 1929 bei. Von 1929 bis 1930 war er stellvertretender Ortsgruppenleiter in Lippstadt. Am 1. Januar 1930 wurde Sattler SA-Mitglied, wo er innerhalb eines Jahres SA-Truppführer wurde. Am 15. November 1931 trat er aus der SA aus und wurde SS-Mitglied (SS-Nr. 19.474). Im April 1932 wurde er SS-Sturmführer und zeitgleich mit der Führung des SS-Sturmbanns IV/30 beauftragt. Im September 1932 wurde er SS-Sturmhauptführer und gab die Führung des Sturmbanns wieder ab, übernahm sie aber am 17. Oktober 1932 direkt wieder, bis er Ende 1933 wieder abgab. Von März 1933 bis Juni 1933 war Sattler Verbindungsführer der NSDAP beim Landrat in Lippstadt und ab dem 1. Juni 1933 war er bis in den März 1934 als Polizeikommissar in Lippstadt tätig, wo er in der Adolf-Hitler-Straße 43 wohnte. Im November 1933 kandidierte Sattler auf dem Wahlvorschlag für die NSDAP auf Platznummer 664 bei der Wahl zum Deutschen Reichstag am 12. November 1933 und zog in den nationalsozialistischen Reichstag ein. Er gehörte dem Reichstag für eine Wahlperiode bis 1936 an.

## Dienst in der SS
Ab Dezember 1933 war Sattler Führer der 30. SS-Standarte (Bochum). Am 16. März 1934 wurde er zum SS-Obersturmbannführer befördert. Nachdem er die Führung der SS-Standarte im Januar 1935 abgab, übernahm er die Führung im SS-Abschnitt IV in Hannover. Während dieser Zeit hatte er am 10. Februar 1935 wegen SS-schädlichem Verhaltens einen schweren Verweis bekommen, weswegen er am 20. Juni 1935 die Führung wegen "Ungeeignetheit" des Dienstes enthoben wurde. Bis Ende Oktober 1935 war er danach SS-Führer z.V. im SS-Abschnitt IV und danach SS-Führer beim SS-Abschnitt XXV (Dortmund). Dort wurde er dann am 16. August 1936 aus der SS entlassen. Am 1. Juli 1937 wurde er unter seiner alten Mitgliedsnummer als SS-Oberführer wieder in die SS aufgenommen und agierte bis zum 1. Oktober 1938 als SS-Führer bei der SS Bezirk 69 in Hagen/Westfalen. Anschließend war er bis Kriegsende beim Stab des RuSHA. Am 8. Januar 1940 wurde Sattler als SS-Obersturmbannführer in die Waffen-SS einberufen. Er war im Stab der 10. SS-Totenkopfstandarte und führte von März 1940 bis Juli 1941 das SS-Totenkopf-Infanterie-Ersatzbataillon II. Für ein paar Wochen war er danach noch Führer des SS-Infanterie-Regiment 10, bis er am 21. Oktober 1941 wegen wiederholter Trunkenheit im Dienst beurlaubt wurde. Er wurde in die Führerreserve beim SS-Führungshauptamt versetzt. Am 29. Januar 1943 wurde ein Verfahren gegen ihn eingeleitet, da ihm vorgeworfen wurde, sich selbst verstümmelt zu haben. Am darauffolgenden 17. März wurde er nach Süd-Russland in den Stab des Höheren SS- und Polizeiführers versetzt und war dort für Bandenbekämpfung zuständig. Im Mai 1944 wurde er ins SS-Personalhauptamt und im September 1944 zum RSHA versetzt. Einen Monat später wechselte er wieder zurück zum Personalhauptamt, wo er bis Kriegsende tätig war. 
Nach Ende des Krieges arbeitete er als Kaufmann in seiner Heimatstadt Lippstadt, wo er 1958 starb.